# Этапирование осуждённых декабристов
Из 121 декабристов, осуждённых Верховным уголовным судом на каторжные и крепостные работы и на поселение, были этапированы 115 человек. Кроме них, причастных к участию в тайных обществах направляли в ссылку по решениям военно-полевых судов и по прямым Высочайшим указам.
Отправка осуждённых в Сибирь заняла два года (1826—1828), а на Кавказ — более двух десятилетий (1826—1848).
В условиях нового явления в общественной жизни России — массовой политической ссылки — подготовка и проведение этапирования декабристов в особом порядке отражали стремление властей к обеспечению строжайшей секретности и изоляции. Отправка осуждённых к месту отбытия наказания в соответствии с действовавшим тогда «Уставом об этапах» не позволила бы Николаю I добиться немедленного достижения одной из главных целей вынесенного им приговора — политической смерти преступников.
Многое из механизма этапирования осуждённых декабристов было использовано репрессивным аппаратом России в более поздние времена, в том числе, и организаторами ГУЛАГа.

## Этапная система Александра I
В эпоху Александра I при реорганизации военно-охранительной системы, связанной с выполнением карательных функций государства, значительное внимание было уделено созданию и реформированию внутренней службы, в том числе, и в целях конвоирования ссыльнокаторжан.

### Хронология реформирования

Схема Сибирского тракта

Декабристы в Сибири

Особое положение Сибири, связанное с заинтересованностью властей в колонизации края, постоянным увеличением количества отправляемых туда ссыльнокаторжан и удаленностью мест наказания и ссылки, обусловило попытки правительства законодательно регулировать возникавшие при этапировании проблемы.
В 1807 г. конвоирование арестантов возложили на башкир и мещеряков.
В 1810 г. службу передали казакам гражданского ведомства.
В 1811 г. из гарнизонных батальонов выделили формирования внутренней стражи, в задачи которой входила и организация сопровождения арестантов.
30 марта 1816 г. был издан указ, переименовавший внутреннюю стражу в Отдельный корпус Внутренней стражи.
В 1817 г. вводится этапная система препровождения арестантов. В составе ОКВС были сформированы этапные команды. С учётом региональных особенностей и маршрутов по сибирским губерниям обязанности внутренней стражи возлагались на Иркутский гарнизонный полк, Тобольский и Томский батальоны, в помощь которым были сформированы инвалидные команды в городах (соответственно, в Нижнеудинске, Верхнеудинске, Якутске, Киренске, Нерчинске, Тюмени, Ялуторовске, Ишиме, Омске, Туринске, Кургане, Таре, Енисейске, Канске, Бийске, Кузнецке, Нарыме и Красноярске) и заводах.
В этом же году учреждаются жандармские части внутренней стражи.
28 января 1822 г. было принято положение, которое определило порядок и способы применения оков к каторжникам, этапируемым в Сибирь.
22 июля 1822 г. Александр I утвердил законодательные акты — «Учреждение для управления сибирских губерний» и уставы о ссыльных и об этапах.

### Этапирование по «Учреждению» 1822 г.

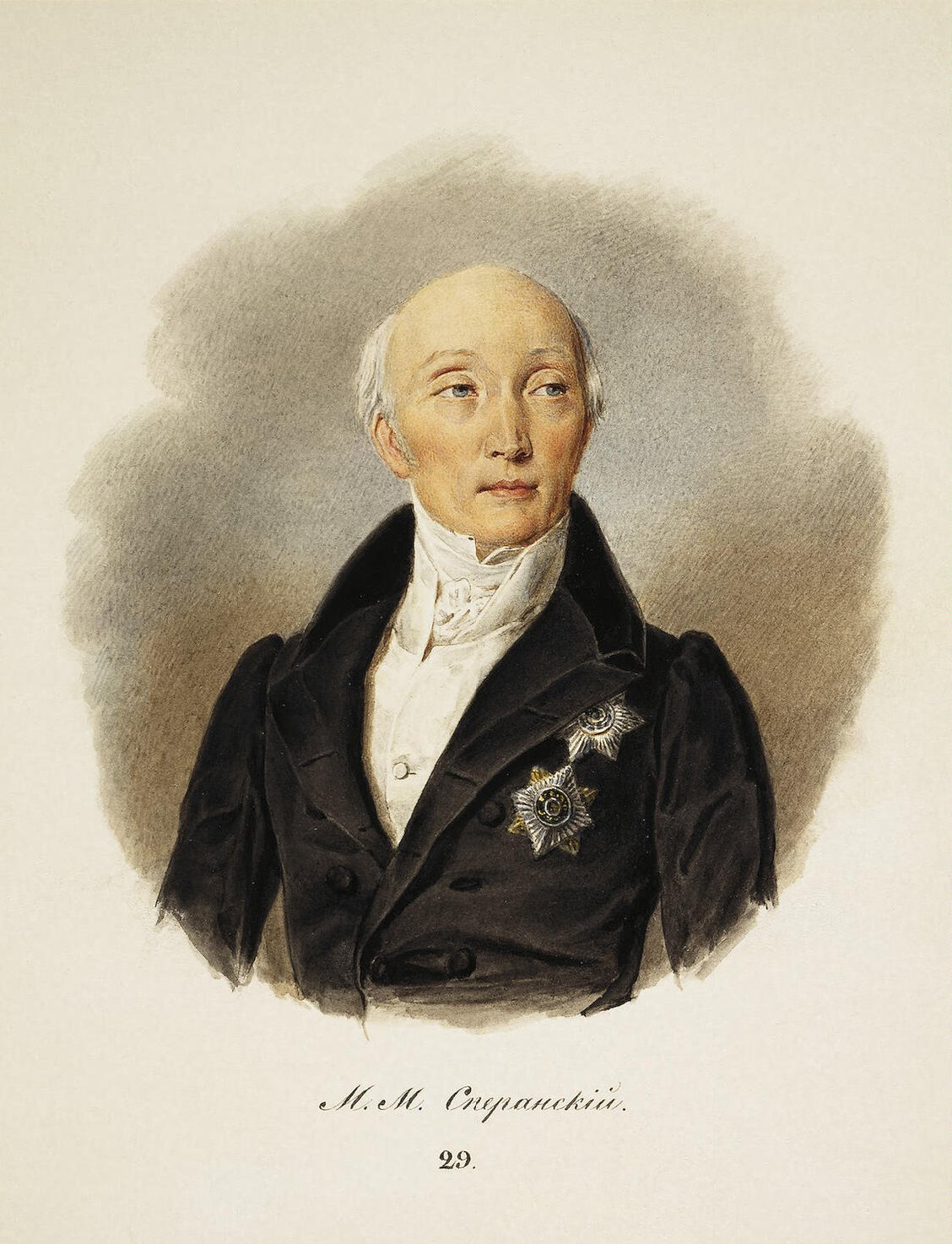
Михаил Михайлович Сперанский

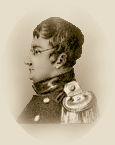
Гавриил Степанович Батеньков

Предложения по реформированию системы управления каторгой и ссылкой разрабатывалось под руководством М. М. Сперанского и с участием будущего декабриста Г. С. Батенькова. Ими была подготовлена большая часть проектов, посвящённых управлению сибирской ссылкой, в том числе уставы о ссыльных и этапах. В то время невозможно было предположить, что всего через несколько лет они на опыте проверят эффективность разработанных уставов, только Сперанский окажется среди обвинителей, а Батеньков — среди осуждённых. Руководство приемом, распределением и общим учётом ссыльных возлагалось на Тобольский приказ о ссыльных, в который должна была поступать информация о каждом ссыльном: его продвижении до Тобольска, всех передвижениях на территории Сибири. Всех сосланных в Сибирь предписывалось этапировать через г. Тобольск. Распределять в партии допускалось только в губернских городах, откуда они могли отправляться раз в неделю и строго по расписанию — в день, определённый для данного губернского города. При формировании партий требовалось каторжан отделять от остальных ссыльных. Практиковалось заковывание в кандалы и цепи, прикрепление по несколько человек к железному пруту (отправка «по канату»).
Путь по Сибири (от границы Пермской губернии через Тобольскую, Томскую, Енисейскую, Иркутскую губернии до Иркутска) был разбит на этапы: 40 этапов в Западной Сибири и 21 — в Восточной Сибири. На каждый этап определялась этапная команда из одного офицера, двух унтер-офицеров и рядовых солдат. Этапные команды, которые размещались по трактам через одну станцию, проводив партию ссыльных до следующего этапа, возвращалась обратно. С 1823 г. Сибирский тракт через каждые 60 верст был обустроен этапными острогами и полуэтапами для отдыха. При каждом остроге был кузнец для снятия и заковывания кандалов.

## Отправка декабристов в Сибирь

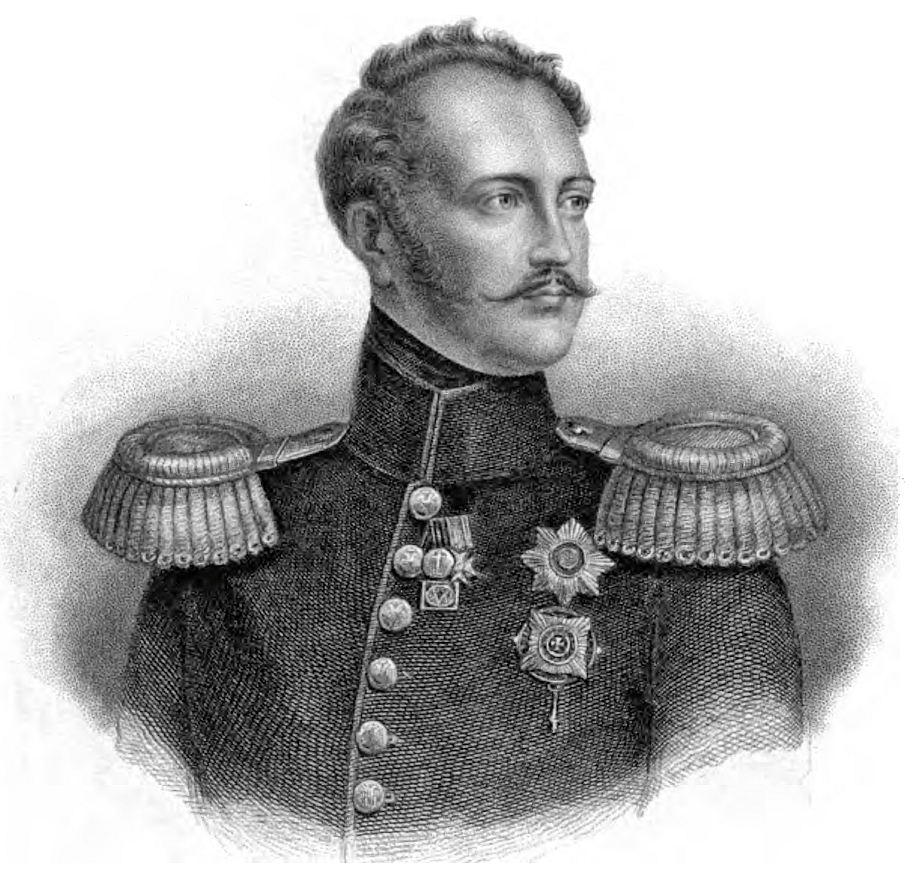
Император Николай I

Первый конвой, уже 14 декабря 1825 г. по приказу Николая I препроводивший арестованных бунтовщиков в Петропавловскую крепость, возглавил командир Отдельного корпуса внутренней стражи генерал-адъютант Е. Ф. Комаровский. Новый царь, лично руководивший разгромом декабристов на Сенатской площади, уже в ходе следствия «становился судьёй над своими политическими врагами, а его „препроводительные записки“ о предварительном аресте в некоторой степени были уже приговорами к наказанию». Он же утверждал доклад учрежденного манифестом от 1 июня 1826 г. и действовавшего по его указке Верховного уголовного суда.
Для отправки приговорённых в каторгу в Сибири был разработан особый порядок и план, свидетельствующие о стремлении Николая I быстро изолировать участников происшедшего. Он не мог позволить декабристам «путешествовать» через полстраны не только в составе партий других арестантов, но и в большой группе единомышленников, чтобы не возбуждать нежелательный интерес к необычным ссыльным.
Общее управление сибирской ссылкой декабристов возлагалось на действовавшего генерал-губернатора Восточной Сибири. В период от начала ссылки до объявления амнистии ссыльным эти должности занимали: А. С. Лавинский (1822—1833), Н. С. Сулима (1833—1834), С. Б. Броневский (1835—1837), В. Я. Руперт (1837—1847), Н. Н. Муравьёв-Амурский (1847—1861).

### Особый порядок

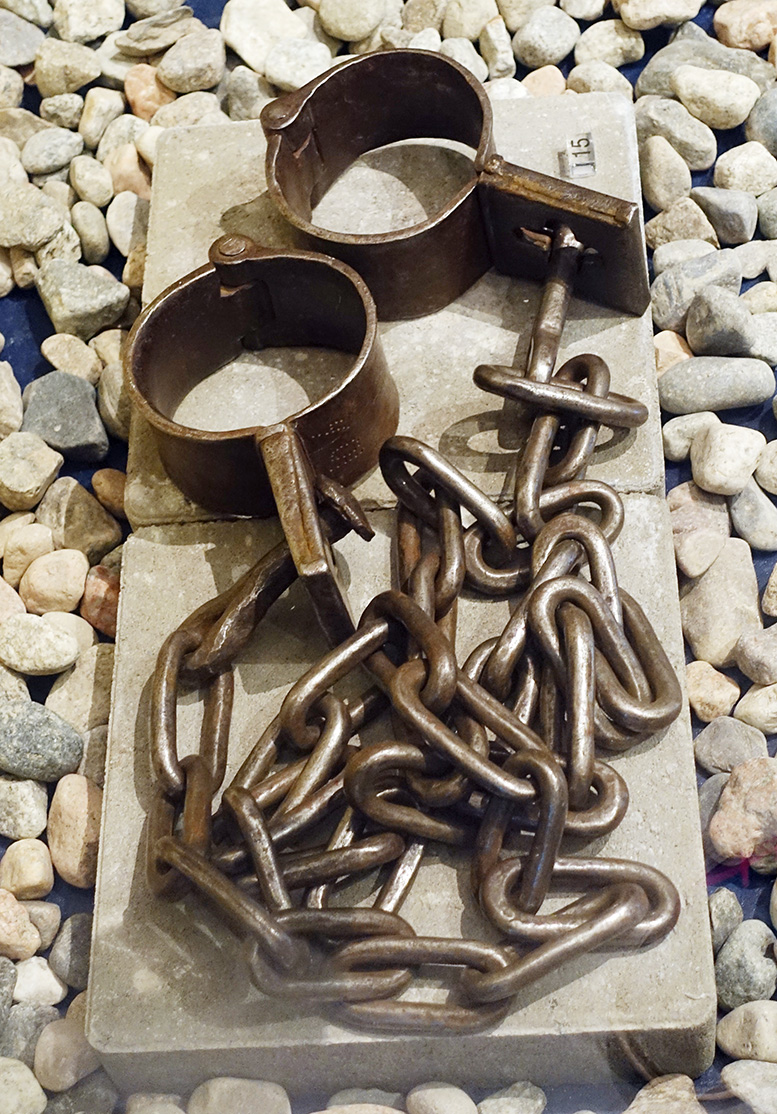
Ножные кандалы

На приговорённых к каторжным работам декабристов не распространялось действие «Устава о ссыльных» и «Устава об этапах». Вопреки действовавшему законодательству, декабристов приговорённых к каторжным работам, везли в ножных кандалах. А. Е. Розен в своих «Записках декабриста» писал: «Не знаю, почему против принятого порядка заковывали в железы дворян, осуждённых в каторжную работу; такому сугубому наказанию подлежат только те из каторжных, которые подвергаются новому наказанию или покушаются на бегство. Нельзя было опасаться побега, потому что на каждого ссыльного дан был жандарм для караула; всех отправляли на почтовых с фельдъегерями». Условия этапирования и содержания осуждённых определялись только указаниями царя и разработанными на их основе инструкциями различных учреждений, а с 31 августа 1826 г. — специально созданного «Особого комитета» по исполнению приговоров над декабристами. В него вошли начальник Главного штаба И. И. Дибич и главный начальник III отделения и шеф жандармов А. Х. Бенкендорф, как представители центральных органов исполнения приговора, генерал-губернатор Восточной Сибири А. С. Лавинский и комендант Нерчинских рудников С. Р. Лепарский, как непосредственные организаторы декабристской ссылки на местах.
Выписка из письма И. И. Дибича А. С. Лавинскому

31 августа 1826 г.
Секретно
…Государь Император Высочайше повелеть изволил для совещания об образе присмотра в местах ссылки за осужденными по решению Верховного уголовного суда преступниками и о других обстоятельствах, до них относящихся, составить особый Комитет, в котором присутствовать: тайному советнику Сперанскому, Вашему Превосходительству, генерал-адъютанту Бенкендорфу, генерал-майору Лепарскому и мне…

В соответствии с утверждённым порядком, предписывалось:
— маршруты следования сохранять в тайне;
— в Сибирь из Петербурга отправлять только по Ярославскому тракту, минуя Москву;
— отправку производить не в один день, а группами по 2 — 4 человека через сутки, тайно и по ночам;
— при каждом преступнике иметь 1 жандарма, а при группе — 1 фельдъегеря.
Декабрист Н. И. Лорер вспоминал об указаниях, полученных сопровождавшим его фельдъегерем: «…две ночи ехать, на третью ночевать, не позволять нам иметь ни с кем ни малейшего сообщения…»

### Фельдъегерская доставка
Уже использовавший ранее фельдъегерей для сопровождения активных участников событий 14 декабря 1825 г. из крепостей на допросы в следственную комиссию, Николай I возложил на фельдъегерский корпус ответственность за распределение уже приговорённых к ссылке по крепостям временного содержания и за доставку осуждённых декабристов в Сибирь.
Для ускорения доставки и исключения возможности общения осуждённых между собой и с местным населением фельдъегеря имели особые предписания всем местным военным и гражданским начальникам по маршруту от Петербурга до Иркутска, «оказывать во всяком случае по требованию его скорейшее пособие, как равно и в снабжении его подводами».
Уже первые доставки декабристов в Иркутск, тем не менее, выявили нарушения установленного порядка, связанные как со злоупотреблениями сопровождающих, так и с сочувственным отношением некоторых из них к ссыльным. Порядок сопровождения декабристов был ужесточен и в декабре 1826 г. Главный штаб утвердил новую инструкцию для фельдъегерей:

«1. Поручаются тебе государственные преступники, которых приняв в крепости от господина коменданта следовать с оными в (город) прямо по назначенному тебе тракту, отнюдь не переменяя оного и не заезжая никуда в сторону.
2. Везти сих преступников каждого на одной подводе с одним жандармом, для чего получишь прогонные деньги на (количество) подвод и откомандировано с тобой (число) жандармов, самому же тебе ехать сзади так же на особой подводе.
3. Никаких особенных повозок, бричек и тому подобного, дорогою, ни для себя, ни для арестантов не заводить и ни от кого не принимать.
4. На продовольствие арестантов получишь ты кормовые деньги по 50-ти копеек на человека в сутки, которые им в руки не отдавать, а иметь у себя.
5. Отнюдь не останавливаться дорогою нигде в трактирах, харчевнях и тому подобных заведениях и ни под каким предлогом в оные не заезжать, особенно в городах, а стараться доставать нужную на продовольствие пищу на самих станциях, дозволяя преступникам употреблять, что только необходимо нужно будет для поддержания сил и здоровья, но избегая всякой роскоши и излишеств, как-то больших обедов, употребления шампанских и других виноградных вин.
6. Дорогою нигде не допускать ни под каким предлогом свидания с арестованными и разговоров, а также, принимать от посторонних людей пособия.
7. Не позволять им нигде никаких писать записок, писем и вообще, какого бы рода ни было письменных бумаг; равно и на имя их таковых ниоткуда не принимать.
8. Никому не сказывать, кого и откуда препровождаешь.
9. Если кто из арестантов заболеет, то оставлять такого тогда только, когда предвидится, что не можно будет довести до места назначения без опасности для жизни. В таком случае, буде нельзя достигнуть города, то оставить оного в ближайшем по удобности месте, но не иначе как с одним жандармом, и при проезде через губернский или уездный город известить о том местное начальство для принятия нужных мер как для попечения в оном, так и для надзора.
10. В случае приключившейся арестанту какой болезни, по которой не нужно будет оставлять его на пути, позволяется тебе по усмотрению необходимости расковать его, но вместе с тем усугубить над ним надзор, когда же он получит облегчение, то иметь заковать его по-прежнему.
11. Во всяком неожиданном случае, если потребует нужда, как равно при затруднениях при получении подвод просить помощи со стороны местного начальника по открытому предписанию, которое тебе дано будет.
12. По доставлении арестантов к месту назначения сдать их и самому с жандармами отправляться обратно».

Барельеф в Екатеринбурге
на месте дома, в котором останавливались этапируемые декабристы

Маршрут, по которому отправляли большую часть осуждённых, проходил через города: Ярославль, Кострома, Вятка, Пермь, Екатеринбург, Тобольск, Тара, Каинск, Колывань, Томск, Ачинск, Красноярск, Канск, Нижнеудинск, Иркутск.
Фельдъегеря возили декабристов до Тобольска или Иркутска (далее те передавались местным властям и конвоировались внутренней стражей до назначенных мест), а также этапировали их при изменении мест наказания.
Фельдъегеря, возвратившиеся из командировки, давали объяснения о поведении в пути сопровождаемых ими лиц в Инспекторском департаменте Главного штаба.
Нарушения порядка этапирования строго наказывались. За разрешение расковать первых прибывших в Иркутск декабристов и временное направление их вместо Нерчинских рудников на работы в ближайшие заводы председатель губернского правления Н. П. Горлов был предан суду и освобожден от должности.
Полковник корпуса внутренней стражи Штемпель, который позволил направленному «под присмотром» в Оренбург И. И. Завалишину задержаться на несколько дней в Москве и далее следовать не этапом, а в сопровождении унтер-офицера на подводе, был арестован на две недели.
Фельдъегерь Желдыбин, согласившийся за вознаграждение доставить письма И. И. Пущина родственникам, был арестован «за преступное пособничество».

### График отправки
Этапирование декабристов в Сибирь продолжалось два года — с 1826 по 1828 гг.
Первые две партии, отправленные 21 и 23 июля 1826 г. состояли из 8 декабристов, осуждённых Верховным уголовным судом по I разряду к каторжным работам в Сибири.
Затем до конца сентября отправляли декабристов V—XI разрядов, приговорённых к поселению и в крепостные работы:
в Западную Сибирь — Березов, Нарым, Пелым, Сургут;
в Восточную Сибирь — Верхневилюйск, Верхнеколымск, Верхоянск, Витим, Жиганск, Киренск, Олёкминск, Среднеколымск, Туруханск;
в гарнизоны — Бобруйска, Владикавказа, Кизляра, Красноярска, Оренбурга, Семипалатинска, Томска и других,
а также сосланного по приговору «на житие в Сибирь» Муравьева А. Н.
Профессор М. Н. Гернет обратил внимание на то, что «облегченное» наказание приговорённых на поселение декабристов обернулось для некоторых из них изощренным характером этапирования: едва прибывших в назначенные места поселенцев ожидал царский приказ от 06.09.26 о переводе в другие пункты: «…приказ шел на далекие пункты поселения вслед за пробиравшимися туда декабристами, как будто для того, чтобы заставить их повторно испытать муки этапного переезда по необъятной Сибири».
Уже после того, как в Сибирь доставили первых ссыльнокаторжан, оказалось, что там не были готовы к приему большого числа осуждённых.
Отправки приостановили и около 70 человек временно содержали в Петропавловской крепости, а остальные были развезены фельдъегерями по казематам других крепостей: Выборгской (Анненков, Муханов, Лунин),
Динабургской (Булгари, Кюхельбекер В. К.), Кексгольмской (Барятинский, Вадковский, Горбачевский, братья Кюхельбекеры, Поджио А. В. , Спиридов),
Роченсальмской (Арбузов, Бестужев А. А., Муравьев-Апостол, Тютчев, Якушкин),
Свартгольмской (Батеньков, Бечаснов, Павло-Швейковский, Панов, Сутгоф, Штейнгейль, Щепин-Ростовский), Свеаборгской (Громницкий, Киреев, Лунин, Митьков, Норов, Муханов),
Шлиссельбургской (Андреевич, Барятинский, Бестужев М. А., Бестужев Н. А. Вадковский, Горбачевский, Поджио И. В., Пущин И. И., Спиридов, Юшневский, Пестов, Дивов).
Основную часть узников Петропавловской и других крепостей начали отправлять в Сибирь 10 декабря 1826 г.
| Дата     | Фамилия                | Фамилия                  | Фамилия                | Фамилия            | Примечание   |
| -------- | ---------------------- | ------------------------ | ---------------------- | ------------------ | ------------ |
| 21.07.26 | Давыдов В. Л.          | Муравьев А. З.           | Оболенский Е. П.       | Якубович А. И.     | В Иркутск    |
| 21.07.26 | Берстель А. К.         | Бодиско М. А.            |                        |                    | В Бобруйск   |
| 22.07.26 | Бестужев П. А.         | Веденяпин Ал. В.         | Кожевников Н. П.       | Коновницын П. П.   |              |
| 23.07.26 | Борисов А. И.          | Борисов П. И.            | Волконский С. Г.       | Трубецкой С. П.    | В Иркутск    |
| 25.07.26 | Андреев А. Н.          | Краснокутский С. Г.      | Оржицкий Н. Н.         |                    |              |
| 26.07.26 | Пущин М. И.            | Окулов Н. П.             |                        |                    | В гарнизоны  |
| 27.07.26 | Шаховской Ф. П.        | Заикин Н. Ф.             |                        |                    |              |
| 28.07.26 | Вишневский Ф. Г.       | Лаппа М. Д.              | Мусин-Пушкин Е. С.     |                    | В гарнизоны  |
| 28.07.26 | Муравьев Ал. Н.        |                          |                        |                    | На поселение |
| 29.07.26 | Веденяпин Ап. В.       | Чижов Н. А.              |                        |                    |              |
| 31.07.26 | Голицын В. М.          |                          |                        |                    |              |
| 02.08.26 | Бобрищев-Пушкин Н. С.  | Назимов М. А.            |                        |                    |              |
| 04.08.26 | Враницкий В. И.        | Мозгалевский Н. О.       |                        |                    |              |
| 17.08.26 | Фок А. А.              |                          |                        |                    |              |
| 22.08.26 | Булгари Н. Я.          | Цебриков Н. Р.           | Шахирев А. И.          |                    |              |
| 26.09.26 | Бодиско Б. А.          |                          |                        |                    |              |
| 10.12.26 | Анненков И. А.         | Муравьев А. М.           | Муравьев Н. М.         | Торсон К. П.       |              |
| 19.01.27 | Завалишин Д. И.        | Крюков А. А.             | Крюков Н. А.           | Свистунов П. Н.    |              |
| 21.01.27 | Басаргин Н. В.         | Вольф Ф. Б.              | Фонвизин М. А.         | Фролов А. Ф.       |              |
| 24.01.27 | Иванов И. И.           | Корнилович А. О.         | Мозган П. Д.           | Фаленберг П. И.    |              |
| 27.01.27 | Аврамов П. В.          | Бобрищев-Пушкин П. С.    | Лорер Н. И.            | Шимков И. Ф.       |              |
| 02.02.27 | Беляев А. П.           | Беляев П. П.             | Нарышкин М. М.         | Одоевский А. И.    |              |
| 05.02.27 | Глебов М. Н.           | Кюхельбекер М. К.        | Репин Н. П.            | Розен А. Е.        |              |
| 07.02.27 | Ентальцев А. В.        | Лисовский Н. Ф.          | Лихарев В. Н.          | Люблинский Ю. К.   |              |
| 10.02.27 | Кривцов С. И.          | Тизенгаузен В. К.        | Толстой В. С.          | Чернышев З. Г.     |              |
| 15.02.27 | Аврамов И. Б.          | Бриген А. Ф.             | Выгодовский П. Ф.      | Черкасов А. И.     |              |
| 17.02.27 | Загорецкий Н. А.       | Ивашев В. П.             |                        |                    |              |
| 05.03.27 | Горский О. В.          | Фурман А. Ф.             |                        |                    |              |
| 17.06.27 | Бечаснов В. А.         | Повало-Швейковский И. С. | Штейгейль В. И.        |                    |              |
| 21.06.27 | Панов Н. А.            | Сутгоф А. Н.             | Щепин-Ростовский Д. А. |                    |              |
| 28.09.27 | Барятинский А. П.      | Бестужев М. А.           | Бестужев Н. А.         | Горбачевский И. И. |              |
| 02.10.27 | Андреевич Я. М.        | Пестов А. С.             | Спиридов М. М.         | Юшневский А. П.    | В Читу       |
| 02.10.27 | Муравьев-Апостол М. И. |                          |                        |                    | На поселение |
| 05.10.27 | Арбузов А. П.          | Тютчев А. И.             | Якушкин И. Д.          |                    |              |
| 06.10.27 | Бестужев А. А.         |                          |                        |                    |              |
| 08.10.27 | Муханов П. А.          | Поджио А. В.             | Пущин И. И.            |                    |              |
| 12.10.27 | Дивов В. А.            | Норов В. С.              |                        |                    |              |
| 17.11.27 | Вадковский Ф. Ф.       |                          |                        |                    |              |
| янв. 28  | Фохт И. Ф.             |                          |                        |                    |              |
| 24.04.28 | Громницкий П. Ф.       | Киреев И. В.             | Лунин М. С.            |                    |              |

Вне графика были этапированы, отбывавшие наказание в крепостях:
В ноябре 1827 г. Раевский В. Ф. — «первый декабрист», арестованный ещё в 1822 г. — был отправлен из крепости Замосць (Польша) в Сибирь на поселение в Олонки. Вопреки установленному порядку фельдъегерю пришлось везти его через Москву.
10 июля 1834 г. Поджио И. В., приговорённый в 8 годам каторги, был отправлен с нарочным фельдъегерем в Сибирь на поселение в Усть-Куду после заключения в одиночной камере Шлиссельбургской крепости.
14 декабря 1835 г. Кюхельбекер В. К., приговорённый в 15 годам каторги, после заключения в крепостях (Кексгольмской, Шлиссельбургской, Динабургской, Свеаборгской), был отправлен в Сибирь на поселение в Баргузин.
14 февраля 1846 г. Батеньков Г. С., который был приговорён к 15 годам каторги и по решению царя провел в Петропавловской крепости не только весь срок каторжных работ, но и лишние 5 лет, был отправлен «с надёжным жандармским унтер-офицером» в Сибирь на поселение в Томск.

### Отправка «по канату»

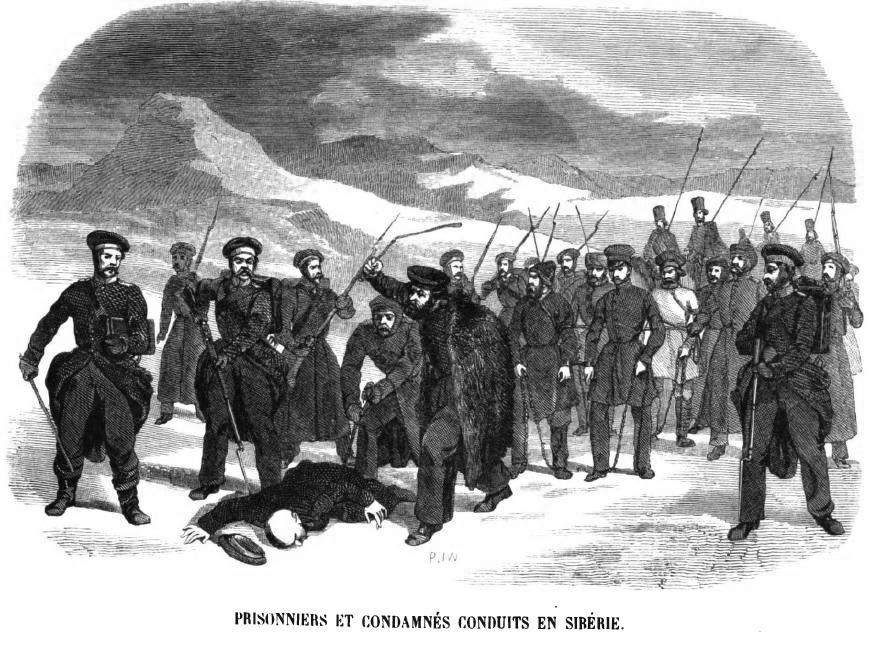
Осуждённые на этапе в Сибири

По решению гарнизонных судов некоторых участников тайных обществ, приговорённым к каторжным работам в Сибири, отправляли пешими этапами. Герцен написал «… Пешочком в Сибирь идти трудно и долго, но кое-кому из декабристов привелось…».
5 сентября 1826 года в Могилеве по решению военного суда при Главной квартире Первой армии, офицеры Черниговского полка Быстрицкий А. А., Мозалевский А. Е., Соловьев В. Н. и Сухинов И. И. были приговорены к вечной каторге и отправлены по этапу пешком с партией арестантов из Киева в Москву через Козелец, Нежин, Глухов, Орел, Калугу. 1 января 1827 года Мозалевский, Соловьев и Сухинов, без заболевшего Быстрицкого, закованные в кандалы, были отправлены из Москвы в Сибирь через Казань. 12 февраля 1828 года черниговцы пришли на дневку в Читу, а 16 марта — в Зерентуйский рудник у границы с Китаем, проведя в пути 1 год 6 месяцев и 11 дней.
В Петербурге состоялось два военно-полевых процесса по делу нижних чинов принимавших участие в восстании на Сенатской площади.
В январе 1827 г. военным судом Московского полка участники восстания 14 декабря 1825 года унтер-офицер Луцкой А. Н. и рядовой Поветкин Н., а в июне того же года военным судом Гренадерского полка рядовые Долговязов П., Мезенцев Г., Рытов С., Соловьев Д., Трофимов Ф. и Федотов Т. были осуждены на бессрочные каторжные работы и отправлены по этапу с партией уголовных ссыльных из Петербурга в Москву и далее по Владимирке через Казань и Пермь в Тобольск.
Кроме того, военно-полевыми судами на различные сроки каторжных работ и поселение в Сибирь были осуждены на каторжные работы и отправлены в Сибирь члены других тайных обществ.
Осуждённые 15 апреля 1827 г. военным судом в Белостоке члены Общества военных друзей — Вегелин А. И., Вронский Л. И., Высоцкий И. С., Игельстром К. Г., Рукевич М. И. в сопровождении жандармов были доставлены в Тобольск. Из Тобольска уже пешком по этапу с партией каторжников Вегелин, Игельстром и Рукевич были отправлены в Читинский острог, а Вронский и Высоцкий в Омск.
13 сентября 1827 г. членов Оренбургского тайного общества Дружинина Х. М., Завалишина И. И., Колесникова В. П., Таптикова Д. П. отправили из Оренбурга через Стерлитамак, Пермь, Екатеринбург в Тобольск в ножных кандалах, скованными попарно (Колесников с Дружининым, а Таптиков с Завалишиным) и примкнутыми к пруту.. В Читинский острог они пришли 9 сентября 1828 г..

### В Иркутске
Первые декабристы каторжного разряда прибыли в Иркутск в конце августа 1826 года:

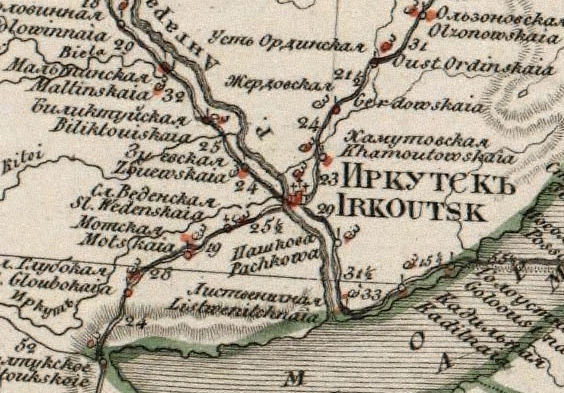
Дороги, выходившие из Иркутска,
на карте губернии (1826 год)

27 августа — В. Л. Давыдов, А. З. Муравьёв, Е. П. Оболенский, А. И. Якубович;
29 августа — братья А. И. и П. И. Борисовы, С. Г. Волконский и С. П. Трубецкой.
В соответствии с вручённой фельдъегерю Седову, сопровождавшему первую группу, инструкцией осуждённые должны были быть сданы гражданскому губернатору, чтобы «поступлено было с ними во всех отношениях по установленном для каторжников положению». С учётом решения Верховного уголовного суда на доставленных в Иркутск декабристов распространялось действие императорского именного указа от 13 сентября 1797 года «О распределении уголовных и других преступников по важности их в каторжную работу на поселение и в крепостныя работы», который предписывал «смертоубийцов, також произносителей дерзких слов противу Императорского Величества, равно возмутителей народа и пристанодержателей, по наказании отсылать в Нерчинск в работу»
В связи с тем, что иркутский гражданский губернатор И. Б. Цейдлер до середины сентября был в отъезде, дальнейшую судьбу арестантов пришлось решать председателю губернского правления Николаю Петровичу Горлову. Ещё 16 августа Горлов предупредил коменданта города о необходимости вскоре в сопровождении восьми жандармов «отправить осуждённых Верховным уголовным судом преступников 8 человек в Нерчинские горные заводы» и назначить шестнадцать жандармов для сопровождения ещё 8 человек «в отдалённые места Якутского края». Но по прибытии преступников в Иркутск он сначала распорядился снять с них кандалы, а затем отправить не в Нерчинские рудники, а на близлежащие казённые заводы:
в Александровский винокуренный — В. Л. Давыдова и А. З. Муравьёва,

в Иркутский солеварный — Е. П. Оболенского и А. И. Якубовича, 

в Николаевский винокуренный — А. И. и П. И. Борисовых, С. Г. Волконского и С. П. Трубецкого.

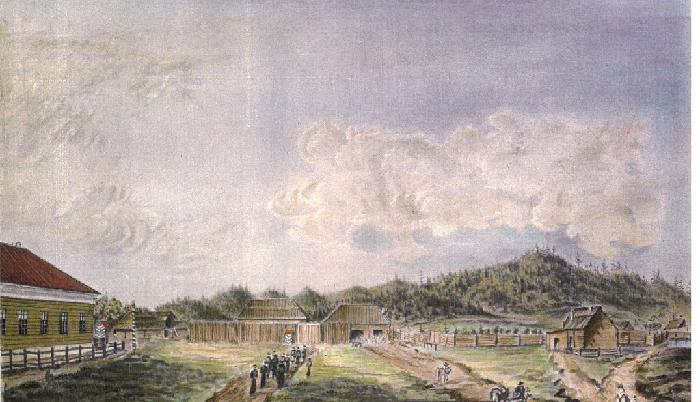
Декабристы в Читинском остроге

Нарушение инструкций не осталось незамеченным — уже к 6 октября декабристы были возвращены в Иркутск, а 8 октября в сопровождении казачьих офицеров — хорунжих Чаусова и Черепанова отправлены на Благодатский рудник Нерчинского завода. По указанию начальника Нерчинского завода Т. С. Бурнашева преступники были размещены там вместе с приставом рудника и назначенными «к присмотру за оными» верхнеудинским квартальным надзирателем Козловым с урядником. В соответствии с инструкцией сведения о преступниках отправлялись каждые две недели И. Б. Цейдлеру «для донесения государю императору». Почти через год 20 сентября 1827 года заключённые были переведены в Читинский острог, где были собраны все осуждённые на каторжные работы.

### Из Читинского острога в Петровский завод

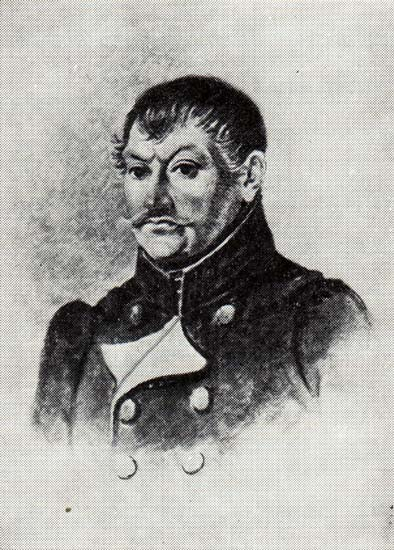
Комендант С. Р. Лепарский
(с акварели Н. А. Бестужева)

Декабристы, направленные в Читинский острог, оставались там до 1830 г. Только в конце 1828 г. им было объявлено о снятии кандалов. А летом 1830 г. заключённых отправили в тюрьму при Петровском заводе.
Узников разделили на две партии, которые 7 и 9 августа 1830 года вышли из Читинского острога. Во главе одной из них шёл сам комендант генерал-майор С. Р. Лепарский, а во главе другой — племянник коменданта плац-майор.
Декабристы шли с конвоем: «Впереди шел авангард, состоявший из солдат в полном вооружении, потом шли государственные преступники, за ними тянулись подводы с поклажей, за которыми следовал арьергард. По бокам и вдоль дороги шли буряты, вооружённые луками и стрелами. Офицеры верхом наблюдали за порядком шествия». Партии выходили в путь около 3 часов утра с тем, чтобы после 9 часов остановиться на отдых.

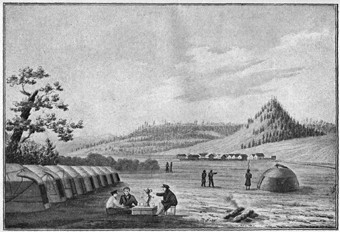
Стоянка декабристов на переходе из Читы в Петровский завод

В день проходили 20 — 30 верст, через два дня пути устраивалась днёвка. Переход шёл по живописной местности Восточной Сибири. После нескольких лет проведённых в остроге узники использовали возможность почти безнадзорного общения между собой, с природой и местными жителями. На ночевки и отдых декабристов размещали либо в крестьянских избах, либо в специально приготовленных юртах. Облегченный режим переходов предоставлял желающим возможность заниматься этнографическими наблюдениями, рисованием, сбором коллекций растений и насекомых.
Пройдя около 650 верст за 48 дней обе партии в конце сентября 1830 г. прибыли к новому месту заключения.

### На поселение после каторги
По мере окончания назначенных сроков узников, начиная с осуждённых по младшим разрядам, стали отправлять из Петровского завода в северные и глухие места Сибири, персонально расписанные по указанию «самого императора». Позже места для поселения разрешили выбирать генерал-губернатору. В соответствии с инструкцией военного министра Чернышева предписывалось «…преступников не селить вместе и не отправлять туда, где уже находятся подобные им лица, каковое правило соблюдать в точности и на будущее время».
В 1828-1829 гг. были увезены Аврамов И. Б., Бриген, Выгодовский, Ентальцев, Загорецкий, Кривцов, Лисовский, Лихарев, Тизенгаузен, Толстой, Черкасов, Чернышев, Люблинский (всего 13 человек) — в селения Березов, Витим, Кондинское, Нарым, Пелым, Сургут, Тунка, Туруханск, Якутск;
В 1831-1833 гг. были увезены Аврамов П. В., братья Беляевы, Бобрищев-Пушкин П. С., Глебов, Иванов, Игельстром, Кюхельбекер М. К., Лорер, Мозган, Муханов, Нарышкин, Одоевский, Репин, Розен, Фаленберг, Фонвизин, Шимков (всего 18 человек) — в Баргузин, Верхоленск, Курган, Минусинск и другие селения Забайкалья, Енисейской, Иркутской и Томской губерний.
Находившихся в ведении военного ведомства ссыльные декабристы ехали до Иркутска в сопровождении офицеров и солдат. В Иркутске их передавали под полицейский надзор гражданским властям, которые отправляли их далее к назначенному месту поселения уже под присмотром урядников и казаков.
В 1836 г., когда строгости были уже частично ослаблены и было разрешено распределять декабристов по южным областям Сибири, на поселение были отправлены Анненков, Басаргин, Волконский, Вольф, Громницкий, Ивашев, Киреев, братья Крюковы, Лунин, Митьков, Муравьев А. М., Муравьев Н. М. , Свистунов, Торсон, Тютчев, Фролов, Штейгель, Якушкин (всего 19 человек).
27 июля 1839 г., из остававшихся в Петровском заводе 22 узников Андреевич, Арбузов, Барятинский, Бечаснов, братья Борисовы, Вадковский, Давыдов, Завалишин Д. И., Артамон Муравьев, Оболенский, Панов, Повало-Швейковский, Поджио А. В., Пущин И. И., Спиридов, Сутгоф, Трубецкой, Щепин-Ростовский, Юшневский, Якубович были разделены на несколько партий и отправлены на повозках под конвоем к местам поселения. В начале августа 1839 г. выехали в Селенгинск, ожидавшие разрешения поселиться там вместе с К. П. Торсоном, братья М. А. и Н. А. Бестужевы. Жить в Петровском заводе остался по собственной просьбе только Горбачевский.
Декабристов старших разрядов распределяли по Сибири уже с учётом, в том числе, мнения самих ссыльных и их семейных и дружеских связей, сложившихся на каторге. Возникли своеобразные декабристские колонии:
— Иркутская (в Урике проживали Волконский, Вольф, Лунин, А. М. Муравьев, Н. М. Муравьев, в Оёке — Трубецкой, Вадковский, в Разводной —братья Борисовы, Муравьев А. З. (с 1840 г.), Юшневский, Якубович, в Усть-Куде — Муханов (с 1841 г.), братья Поджио, в Елани — Муравьев А. З., Одоевский, Штейнгейль, в Олонках — Раевский);
— Ялуторовская — (Басаргин, Оболенский, Пущин И. И., Якушкин, Муравьев-Апостол, Оболенский, Враницкий, Тизенгаузен, Ентальцев, Черкасов);
— Тобольская (Анненковы, Барятинский, Басаргин, Башмаков (с 1853 г.), братья Бобрищевы-Пушкины, Вольф (с 1845 г.), Ивашев, Кюхельбекер В. К. (в 1846 г.), Муравьев А. М. (с 1844 г.), Свистунов (с 1841 г.), Фонвизин (с 1837 г.), Штейнгейль (с 1840 г.);
— Селенгинская (братья Бестужевы, Торсон);
— Минусинская (братья Беляевы, братья Крюковы, Мозгалевский, Фаленберг);
— Курганская (Басаргин (с 1842 г.), Башмаков (с 1838 г.), Бриген, Кюхельбекер В. К. (с 1840 г.) Лихарев (с 1830 г.), Лорер, Назимов, Нарышкин, Одоевский, Повало-Швейковский, Розен, Свистунов, Фохт (с 1830 г.), Щепин-Ростовский (с 1842 г.)
Установленные для декабристов-поселенцев правила не позволяли им отлучаться с места жительства далее 30 верст.

### После амнистии
Пока был жив Николай I, у декабристов не было надежд на амнистию. Только 26 августа 1856 года, в день своей коронации, Александр II издал манифест, позволявший декабристам (к этому моменту в живых остались 34 человека) вернуться из Сибири и проживать (под надзором полиции) везде, кроме Москвы и Петербурга.
При этом, оставшийся после амнистии в Сибири Д. И. Завалишин за критику местной власти в 1863 г. был выслан во внутренние губернии России — жандармы Александра II повезли его по той же дороге, по которой 37 лет назад везли его жандармы Николая I тоже в ссылку, но в обратном направлении.

## Отправка декабристов на Кавказ
В ссылку на Кавказ, в «южную Сибирь», как горько шутили в то время, причастные к событиям 14 декабря 1825 г. отправлялись по решению судов и указаниям Николая I (в сопровождении фельдъегерей или жандармов) под секретный надзор с ежемесячным донесением о поведении, «чтобы они не могли распространить между товарищами каких-либо вредных толков».
В 1826-1828 гг. были отправлены:
— 39 «менее виновных», не преданных суду, а подвергнутых административному наказанию (переведены «тем же чином»);
— 13 декабристов VIII—XI разрядов, разжалованных по решению Верховного уголовного суда в рядовые с лишением и без лишения дворянства, ранее сосланных в удаленные гарнизоны и крепости: Бестужев П. А., Бодиско Б. А., Веденяпин Ал. И., Вишневский, Кожевников, Коновницын, Лаппа, Мусин-Пушкин, Окулов, Оржицкий, Пущин М. И., Фок, Цебриков, а также Лачинов Е. Е. по решению Военного суда при 2 армии в Тирасполе.
В 1827-1848 гг. в ответ на прошения узников, по высочайшему разрешению Николая I искупать свою вину на Кавказе уже после завершения сроков наказания в местах ссылки были отправлены декабристы разных разрядов: в 1827 г. — Берстель, в 1829 г. — Бестужев А. А., Голицын, Толстой, Чернышев, в 1831 г. — Кривцов, в 1832 г. — Корнилович, Назимов, в 1836 г. — Игельстром, в 1837 г. — Вегелин, Лихарев, Лорер., Нарышкин, Одоевский, Розен, Черкасов, в 1838 г. — Загорецкий, Мозган, в 1839 г. — братья Беляевы, в начале 1840 г. — Дивов, в 1848 г. — Сутгоф.
Некоторым декабристам, несмотря на просьбы, было отказано в переводе на Кавказ:
А. А. Крюкову (дважды: в 1840 и 1841 гг.), Мозалевскому (1842), А. З. Мурввьеву (дважды: в 1837 и 1839 гг.), Фонвизину (в 1839 г.), Фохту (в 1837 г.)
Декабристы, определённые рядовыми в отдельный Кавказский корпус, назначались «в разные батальоны под строгий присмотр и с тем, чтобы они непременно несли строевую службу по их званию и без всяких облегчений».
Николай I не захотел оставить декабристов в покое и по завершении службы на Кавказе. В соответствии с «высочайшим повелением» от июля 1832 г. в указах об увольнении офицеров, осуждённых Верховным уголовным судом, должны были быть обозначены их наказание за принадлежность к тайным обществам и запрет на въезд в обе столицы империи. В 1837 г. это требование было распространено и на офицеров, направленных в действующую армию не по приговору суда, а по личному разрешению царя.
Не были оставлены без внимания и «попавшие под влияние» восставших офицеров нижние чины. Около 3000 рядовых участников событий (Черниговского полка, 8-й пехотной дивизии, 8-й артиллерийской бригады, лейб-гвардии Московского полка, лейб-гренадерского полка и гвардейского экипажа) Николай тоже велел отправить на Кавказ. Их вели партиями в сопровождении конвоев внутренней стражи до Рыбинска пешком, затем до Астрахани и вдоль побережья Каспийского моря — на судах и далее пешком к местам назначения.

### Комментарии
1. ↑  За проявленный по отношению к декабристам либерализм Н. П. Горлов после длительного разбирательства по указанию Николая I был отстранён судом Сената от государственной службы
2. ↑  Первая разнарядка на 11 отбывших срок каторги поступила в Иркутск в марте 1828 года.